# Розалинд Франклин
Розалинд Франклин (на английски: Rosalind Franklin) е английска биофизичка, която има много важни приноси в определянето и разбирането на структурата на ДНК, на вирусите, на каменните въглища и на графита.

## Биография

### Произход и ранни години (1920 – 1951)
Родена е на 25 юли 1920 година в Нотинг Хил, Лондон, Великобритания. Още когато е на 15 години, решава да стане учен. Завършва физика и химия в Нюнам Колидж, Кеймбридж през 1941 година. След това работи за Британската научна асоциация по оползотворяването на въглищата и извършва фундаментални изследвания на микроскопичната структура на въглерода и неговата алотропна форма графита. На базата на изследванията си защитава докторска дисертация в Кеймбриджкия университет през 1945 г. От 1947 до 1950 г. работи в Париж, където специализира рентгенови дифракционни методи.

### Научна дейност (1951 – 1953)
През 1951 година се връща в Лондон в лабораторията на Дж. Рандал в Кингс Колидж. Там по това време работи и Морис Уилкинс. Поради известни неразбирателства между двамата, те ръководят отделни научни групи, но и двете групи работят върху изследването на ДНК. Тя извършва блестящи кристалографски експерименти, които служат на Джеймс Уотсън и Франсис Крик като основа за предложения от тях модел на ДНК с двойна спирала. Резултатите от изследванията на Франклин и на Уилкинс (поотделно) излизат в същия брой на списание „Нейчър“, в който Уотсън и Крик публикуват своята известна статия за ДНК. По-късно, през 1962 година, след смъртта на Франклин, Морис Уилкинс споделя с Уотсън и Крик Нобеловата награда, присъдена им за откритието на структурата на ДНК.
Преобладаващото мнение в научните среди е, че Франклин заслужава да бъде призната за съавторка на откритието. Съществуват мнения, че нейният принос е недооценен поради традиционното пренебрежение към жените в мъжкия научен свят в Англия по това време. Джеймс Уотсън в книгата си „Двойната спирала“ прави някои пренебрежителни, макар и шеговити забележки относно „Рози“ Франклин. Поради това недооценяване тя се превръща, по думите на Бренда Мадокс, във „феминистка икона“. Дори фактът, че Нобеловата награда е присъдена на Крик, Уотсън и Уилкинс, се интерпретира в много по-голяма степен като доказателство за пренебрежението към жените в науката, отколкото като следствие от правилата на Нобеловия комитет да не се присъждат награди посмъртно.
През 1953 година тя напуска Кингс колидж и до края на живота си работи в Бъркбек Колидж, където провежда серия от блестящи изследвания върху вируса на тютюневата мозайка (ВТМ).
Розалинд Франклин умира от рак на яйчниците на 16 април 1958 година в Челси, Лондон на 37-годишна възраст.

## За нея
- Brenda Maddox, 2002. Rosalind Franklin: The Dark Lady of DNA. Harper Collins.